# Diaskopia
Diaskopia jest stosowanym w diagnostyce dermatologicznej i stomatologicznej testem blednięcia wykonywanym w prosty sposób − poprzez napięcie skóry palcem lub szklaną płytką i obserwację zmiany barwy. Ucisk wywołuje chwilowy odpływ krwi z naczyń w obrębie uciskanego obszaru.